# Rosen unter Marias Obhut
Rosen unter Marias Obhut (jap. マリア様がみてる Maria-sama ga Miteru, auch abgekürzt als Marimite; wörtlich etwa: Die Heilige Maria schaut zu) ist eine Light-Novel-Reihe der japanischen Autorin Oyuki Konno, die auch als Anime und Manga umgesetzt worden ist. Sie handelt von den engen Beziehungen zwischen den Schülerinnen einer Mädchen-Oberschule bis hin zu Liebesbeziehungen und ist de Genre Yuri zuzuordnen.

## Handlung
Yumi geht in die unterste Stufe der katholischen Lillian-Mädchenoberschule, an der es üblich ist, dass ältere Schülerinnen eine der jüngeren als ihre Schwester (soeur; franz. für „Schwester “bzw. Imōto (妹); japan. für „Schwester“) annehmen und sich um sie kümmern. Yumi bewundert die ältere, scheinbar gefühlskalte Sachiko. Diese gehört dem Schülerrat Yamayurikai (山百合会) an. Yumi wird von Sachiko als Schwester angenommen und so wird sie Teil des Schülerrates. Die ältesten drei im Schülerrat, die Rosen aus dem dritten Jahr, erwählen eine jüngere Schwester aus dem zweiten Jahr, die damit ebenfalls im Rat sitzt. Und ebenso verhält es sich mit den wiederum von diesen erwählten jüngeren Schwestern aus dem ersten Jahr. Sie sind zudem unterteilt in drei Familien, die je einer der drei Ältesten angehören: Die rote Rosa chinensis, die weiße Rosa gigantea und die gelbe Rosa foetida.
Im weiteren Verlauf der Geschichte geht es um die zwischenmenschlichen Beziehungen der verschiedenen Mädchen, um heimliche Romanzen, Liebeskummer und Eifersucht. Im Vordergrund steht die Beziehung zwischen Sachiko und Yumi, aber auch die der anderen Schülerrats-Mitglieder untereinander werden beleuchtet. Die Mädchen durchleben übliche Ereignisse eines japanischen Schulalltags wie das Schulfest oder persönliche Tragödien wie die Herzkrankheit einer der Rosen.

## Analyse
Wie im Genre Yuri üblich kommen in der Welt der Geschichte nahezu keine Männer vor. Die Darstellung der Liebesbeziehungen in der Serie bleibt unschuldig und normativ im Rahmen des Szenarios, so Verena Maser in ihrer Analyse. Die Beziehungen verweisen auf die Anfang des 20. Jahrhunderts in der japanischen Mädchenliteratur verbreiteten Geschichten über Liebe zwischen Schülerinnen an Mädchenschulen, die ebenfalls als Beziehungen zwischen älterer und jüngerer Schwester inszeniert sind. Diese sogenannten esu-Beziehungen oder Geschichten zeigten ebenfalls romantische Dialoge und Bilder, blieben aber unschuldig. Und diese Beziehungen enden, sobald die Mädchen die Schule verlassen – so wie es auch in Rosen unter Marias Obhut ist. Laut Autorin Konno sind diese Parallelen aber nicht beabsichtigt und die esu-Geschichten waren nicht ihr Vorbild. Vielmehr reagierte sie mit ihrer Geschichte auf die in den 1990er Jahren zunehmend beliebten Boys-Love-Serien über Liebe zwischen (jungen) Männern. Sie wollte etwas ähnliches zur Abwechslung mit Mädchen schreiben und wusste zunächst nichts über Yuri als Genre. Erst nach Start der Serie informierte sie sich über das Genre und über die esu-Geschichten.
Die beiden Protagonistinnen werden beide als schön und süß gezeigt, mit langen Haaren und großen Augen, darüber hinaus aber auch als Gegensatzpaar: Ihr unterschiedliches Alter zeigt sich in auch in der deutlich höflicheren Sprache der jüngeren Schwester zu ihrer Älteren. Yumi ist kindischer, ängstlicher und kommt aus einer Mittelklassefamilie. Sachiko ist reifer, eleganter und ist eine Tochter aus reichem Hause. Ihre Schwesternbeziehung wird in der Schule, von Schülern, Eltern und Lehrer als eine in diesem Umfeld normale Beziehung anerkannt, die intim sein kann, aber nicht körperlich werden darf. Die erzählten Reaktionen der Schwestern aufeinander sind oft zweideutig und würden in anderen Genres klar romantische Gefühle anzeigen. An die Stelle solcher Gefühle tritt hier jedoch eher gegenseitige Fürsorge. Im Gegensatz dazu steht die Beziehung zwischen Sei und Shiori, die eine „offizielle“ Schwesternbeziehung ablehnen und größere Gefühle füreinander hegen. Ihr Verhältnis findet keine Akzeptanz und geht schnell zu Ende, als Shiori eine Nonne wird. Doch auch sie werden beide als wunderschöne Mädchen und als Gegensatzpaar dargestellt. In ihrer Beziehung wird auch der Einfluss christlicher Moralvorstellungen thematisiert: Während Shiori ihre Gefühle als Sünde fürchtet, sieht Sei in Shioris Frömmigkeit ein Hindernis für ihre Gefühle und stellt sich Fragen über Sexualität. Damit und auch mit einem implizierten Kuss, dem einzigen in der Serie, ist die Beziehung der beiden eine Ausnahme in der Serie. Sie zeigt, dass die Mädchen auch in dieser Welt nur als „Schwestern“ eine enge Beziehung zueinander haben können. Auch wenn auf diese Weise nie Homosexualität gezeigt wird und sich keines der Mädchen als lesbisch identifiziert, so findet auch keine Identifikation als heterosexuell statt. Solche Kategorien scheinen in der Schule keine Rolle zu spielen, sondern es zählen einzig die Gefühle, die man einer anderen Person entgegenbringt.
Akaeda Kanako erkennt, dass sowohl der Name der Schule als auch der des Rates, Yamayurikai (dt. etwa „Vereinigung der Berglilien“), auf die Lilie und damit den Genrenamen Yuri verweisen. Gleiches gilt auch für die im Titel enthaltene und in der katholischen Schule präsente Heilige Maria, deren Herz im bekannten japanischen Lied Maria-sama no kokoro von Sakuma Takeshi mit der Lilie identifiziert wird.

## Entstehung und Veröffentlichung
Die Light-Novel-Reihe wurde ab April 1998 beim Shūeisha-Verlag im Magazin Cobalt veröffentlicht, das sich an jugendliche Mädchen richtet. Im April 2012 wurde die Reihe abgeschlossen. Die Sammelausgabe erreichte schließlich 38 Bände. Die Zeichnungen für die Romane gestaltete Reine Hibiki. Der Reihe ging ein One-Shot mit dem Titel Maria-sama ga Miteru im gleichen Magazin im Februar 1997 voraus.
Auf Deutsch erschien die Light Novel als Rosen unter Marias Obhut bei Tokyopop. Auf Grund schlechter Verkaufszahlen wurde die Veröffentlichung der Romane nach 5 Bänden eingestellt.

## Adaptionen

### Manga
Ab Oktober 2003 erschien eine Manga-Umsetzung der Romane, gezeichnet von Satoru Nagasawa, in Einzelkapiteln zunächst im Margaret, einem sich an jugendliche Mädchen richtenden japanischen Manga-Magazin, später dann in dessen Schwestermagazin The Margaret. Im August 2010 wurde die Serie abgeschlossen. Der Shūeisha-Verlag brachte diese Einzelkapitel auch in neun Sammelbänden heraus.
Tokyopop veröffentlichte die ersten acht Bände der Manga-Serie auf Deutsch. Die Übersetzung stammt von Dorothea Überall. Tong Li Publishing veröffentlichte den Manga in Taiwan.

### Anime
Eine 13-teilige Animeserie zur Light Novel entstand 2004 unter der Regie von Yukihiro Matsushita und wurde vom Animationsstudio Studio Deen produziert. Die Drehbücher schrieb Reiko Yoshida. Das Charakterdesign entwarf Akira Matsushima und die künstlerische Leitung hatte Nobuto Sakamoto inne. Produzenten waren Kōta Sugiyama und Shinichi Ikeda. Die Serie wurde vom 7. Januar 2004 bis zum 31. März 2004 durch TV Tokyo in Japan ausgestrahlt. Trotz des Marketings als Serie für jugendliche Mädchen, wie auch die Vorlage, wurden die Folgen um 1 Uhr nachts gezeigt. Ab 4. Juli 2004 folgte eine zweite Staffel unter dem Titel Maria-sama ga Miteru – Haru (マリア様がみてる～春～) mit ebenfalls 13 Episoden, sie lief bis zum 26. September 2004. Eine weitere Anime-Serie mit 13 Folgen lief vom 3. Januar bis 28. März 2009 in Japan auf AT-X. Die Serie wurde ins Englische, Spanische, Russische, Tagalog und Chinesische übersetzt.
Ein Fernsehfilm mit zwei Minuten Laufzeit kam am 2. März 2004 unter dem Titel Maria-sama ni wa Naisho (マリア様にはないしょ。) heraus. Eine Original Video Animation zu Rosen unter Marias Obhut erschien als 3. Staffel in Form von fünf 50-minütigen Folgen von November 2006 bis Juli 2007 auf DVD. Beide Produktionen entstanden beim gleichen Team wie die Fernsehserie.

#### Synchronisation
| Rolle             | japanischer Sprecher (Seiyū) |
| ----------------- | ---------------------------- |
| Yumi Fukuzawa     | Kana Ueda                    |
| Sachiko Ogasawara | Miki Itō                     |
| Yōko Mizuno       | Emi Shinohara                |
| Yoshino Shimazu   | Haruna Ikezawa               |
| Eriko Torii       | Hitomi Nabatame              |

#### Musik
Die Musik der Serie komponierte Mikiya Katakura. Die Vorspanntitel sind Pastel Pure von Mikiya Katakura und Pastel Pure von Ali Project. Die Abspanne wurden mit Sonata Blue von Mikiya Katakura unterlegt. Für die Serie von 2009 verwendete man Chizu Sanpo (地図散歩) von kukui für den Vorspann und Kumori Garasu no Mukō (くもりガラスの向こう) von Kaori Hikita für den Abspann.

### Tonveröffentlichungen
Seit 2004 erschienen bei Shūeisha zwölf Hörspiel-CDs, darauf werden die Rollen von den gleichen Sprechern gesprochen wie im Anime. Außerdem erschien 2004 der Soundtrack der Serie auf zwei CDs, weitere drei CDs folgten 2005.

### Internet-Radio
Animate produzierte eine Internet-Radiosendung zu Maria-sama ga Miteru, die inhaltlich jedoch nicht dem Original folgte. Eine erste halbstündige Sendung wurde im Dezember 2005 veröffentlicht, eine regelmäßige Veröffentlichung begann im März 2006. Im November 2006 wurde die 19te und zunächst letzte Folge auf die Website gestellt. Danach folgten noch einzelne Specials.

### Kinofilm
Unter Regie von Kotaro Terauchi kam am 6. November 2010 eine Realverfilmung ins japanische Kino. Die Hauptrollen übernahmen Honoka Miki als Yumi und Haru als Sachiko. Die Handlung erzählt die Geschichte des ersten Bandes der Light Novel.

## Rezeption und Wirkung
Die Auflage der Light Novel erreichte bis 2010 in Japan 5,4 Millionen Exemplare. 2006 wurde die Rosen unter Marias Obhut von den Lesern des Yuri-Magazins Comic Yuri Hime zur zweitbesten Yuri-Serie des Jahres gewählt. Die Animeserie gehörte zu den populärsten des Jahres 2004 und gewann weibliche wie männliche Fans, so die deutsche Zeitschrift AnimaniA. Insbesondere die elegant gezeichnete Charaktere hätten großen Anklang gefunden.
Durch die Popularität der Serie wurde die Genre-Bezeichnung „Yuri“ innerhalb der Fanszene bekannter. In den folgenden Jahren sollte sie auch bei den Verlagen Fuß fassen. Die Serie hat daher eine besondere Stellung in der Entwicklung des Genres inne. Sie gilt, jedenfalls für ihre Zeit, als Inbegriff des Yuri-Mangas, da spätere Werke das Muster ihrer Erzählung über die Schwesterbeziehungen nachgeahmt haben. Zugleich schuf die Serie damit Stereotype und Klischees des Genres, sodass zeitweise eine zu große Einseitigkeit unter den Nachahmern von Rosen unter Marias Obhut drohte. Nach ihrem Erfolg wurden erstmals Magazine nur für Yuri-Mangas aufgelegt.
Die Serie gehörte Befragungen nach zu den beliebtesten der 2000er Jahre in der Yuri-Fanszene. Sie fand auch jenseits ihrer Zielgruppe von jugendlichen Mädchen Zuspruch, auch unter Frau und jungen Männern. Insbesondere die männliche Leserschaft war zu ihrer Zeit ungewöhnlich. Je nach Erhebung wurden bis zu 80 % der Leserschaft als männlich eingeschätzt. Während die Veröffentlichungen von den Verlagen nicht als einem Genre zugehörig vermarktet wurden – nur als shōsetsu und ganz zu Anfang als Schulkomödie – wurde Rosen unter Marias Obhut schnell von Fans auf Websites dem Genre Yuri zugeordnet, was die Autorin Konno annahm und als Kompliment sah. Auch wenn romantische Gefühle in der Geschichte selbst wenn überhaupt nur angedeutet sind, werden die Beziehungen von vielen Fans so verstanden und in Fanwerken weiter ausgeschmückt und weitergedacht. Als Grund für den Erfolg der Serie wird angeführt, dass sie die Beziehungen sehr unschuldig und nicht pornografisch darstellt und so eine breite Leserschaft erreichen kann. Zugleich ist die Möglichkeit für Fans, die nur angedeuteten Romanzen in ihrer Fantasie und ihren eigenen Werken weiter auszumalen bis hin zur Pornografie, ebenfalls ein Faktor. Zum mangelnden Erfolg der Serie außerhalb Japans, insbesondere in Deutschland und den USA, schreibt Verena Maser, dass Rosen unter Marias Obhut mit der nicht-Thematisierung von Homosexualität nicht die Erwartungen an eine solche Geschichte in diesen Ländern erfülle.